# 甄思羽
甄思羽（Nic Yan，1979年10月21日—），是亞洲電視合約男藝員兼末代報幕員，早於1999年，曾為香港酒廊駐場歌手及模特兒。他為2002年亞洲電視藝員訓練班畢業生，故加入了亞洲電視，2008年起為亞洲電視的報幕員直至2016年亞視免費電視牌照期滿，之後任職自由身配音員。 2018年2月1日重返亞洲電視數碼媒體，擔任A1台報幕員，直至該頻道停播為止。

## 電視劇

### 亞洲電視
- 2002年：法內情2002
- 2002年：吉祥任務
- 2003年：萬家燈火
- 2003年：暴風型警
- 2004年：子是故人來
- 2004年：媽媽我真的愛你
- 2004年：我和殭屍有個約會III之永恆國度
- 2004年：爸爸兩邊走
- 2005年：爸爸向前走
- 2005年：危險人物 - 屯門色魔姦十殺三
- 2005年：情陷夜中環
- 2007年-2008年：十六不搭喜趣來
- 2008年：火蝴蝶

### MyTV SUPER
- 2016年：隱世者們 飾 改造人 C-58

## 電影
- 2002年：五個嚇鬼的少年
- 2003年：雙雄
- 2003年：尋找J
- 2003年：大阪撻一餐
- 2004年：新警察故事
- 2005年：三岔口
- 2005年：猛龍
- 2007年：男兒本色 飾 羅沛權手下探員
- 2010年：綫人
- 2018年：對倒 飾演  孫耀偉 (男主角)[2]

## 綜合節目
- 2002年：成工在望
- 2002年：你說怎麼辦
- 2002年：下午麼麼茶
- 2002年：全民大測試
- 2004年：香港四大門派
- 2004年-2005年：慧珊時尚坊
- 2005年：百萬富翁
- 2009年：香港亂噏
- 2013年：愛．潮流

## 曾獲獎項
- 2002年荔枝盃歌唱比賽香港分區賽冠軍
- 2002年荔枝杯十大青年歌手
- 2004年第十一屆全國青年歌手電視大獎賽（香港代表）

## 配音作品
- 粗體表示者為作品中的主角或要角
- 首播年份以甄思羽配演的角色首次出場的日子為依歸
- 已知於片中有演唱的角色在角色名後會加上♪符號

### 電視動畫／OVA
| 首播年份 | 作品名稱         | 配演角色                              | 備註  |
| -------- | ---------------- | ------------------------------------- | ----- |
| 2016     | 境界觸發者#1-48  | 太刀川慶 諏訪洸太郎 艾涅德拉          | ViuTV |
| 2017     | 境界觸發者#49-73 | 太刀川慶 諏訪洸太郎 艾涅德拉 犬飼澄晴 | ViuTV |
| 2017     | 時間飛船24       | 時驅解說                              | ViuTV |

### 綜藝及資訊節目／紀錄片
| 首播年份 | 作品名稱                 | 主要配演 | 備註 |
| -------- | ------------------------ | -------- | ---- |
| 2004     | 風起八桂·廣西大地行      | 旁白     | 亞視 |
| 2004     | 至in至潮玩樂新體驗       | 旁白     | 亞視 |
| 2005     | 香港真人Show             | 旁白     | 亞視 |
| 2012     | 再展風華                 | 旁白     | 亞視 |
| 2013     | 感動同行一世紀－杜葉錫恩 | 旁白     | 亞視 |
| 2014     | 顏色革命·十年反思        | 旁白     | 亞視 |

## 外部連結
- 甄思羽的新浪微博
- 亞洲電視
- 甄思羽在香港影庫上的簡介